# Ilha Comprida (kommun)
Ilha Comprida är en kommun i Brasilien.   Den ligger i delstaten São Paulo, i den södra delen av landet, 1 000 km söder om huvudstaden Brasília. Antalet invånare är 9 027. Ilha Comprida ligger på ön Ilha Comprida.
Följande samhällen finns i Ilha Comprida:
- Ilha Comprida